# Бардар
Бардар (рум. Bardar) — село в Яловенському районі Молдови. Утворює окрему комуну. 